# Катерина Подебрадска
Катерина Подебрадска (на чешки: Kateřina z Poděbrad, Kunhuta; * 11 ноември 1449, Подебради; † 8 март 1464, Буда) е кралица на Унгария и Бохемия от 1462 до смъртта си.

## Биография
Дъщеря е на крал Иржи Бохемски и от 1 май 1461 г. на дванадесет години е съпруга на крал Матиаш Унгарски, от 1458 г. крал на Унгария. Умира след три години през 1464 г. при тежко раждане в Буда на 15 години и е погребана в църквата Сигизмунд в Будапеща.
Сестра ѝ близначка Здена (Сидония) (1449 – 1510) се омъжва през 1464 г. за херцог Албрехт III от Саксония